# Liste der Bodendenkmäler in Röttingen
Auf dieser Seite sind die Bodendenkmäler in der unterfränkischen Gemeinde Röttingen zusammengestellt. Diese Tabelle ist eine Teilliste der Liste der Bodendenkmäler in Bayern. Grundlage ist die Bayerische Denkmalliste, die auf Basis des Bayerischen Denkmalschutzgesetzes vom 1. Oktober 1973 erstmals erstellt wurde und seither durch das Bayerische Landesamt für Denkmalpflege geführt wird. Die folgenden Angaben ersetzen nicht die rechtsverbindliche Auskunft der Denkmalschutzbehörde.

## Bodendenkmäler der Gemeinde Röttingen

### Bodendenkmäler in der Gemarkung Aufstetten
| Lage                  | Objekt | Akten-Nr.     | Bild |
| --------------------- | --- | ------------- | ---- |
| Aufstetten (Standort) | Siedlung des Neolithikums und der Urnenfelderzeit. | D-6-6425-0012 |      |
| Aufstetten (Standort) | Viereckschanze der späten Latènezeit. | D-6-6425-0070 |      |
| Aufstetten (Standort) | Grabhügel der Urnenfelderzeit und der Hallstattzeit. | D-6-6425-0071 |      |
| Aufstetten (Standort) | Siedlung des Neolithikums und der Urnenfelderzeit. | D-6-6426-0047 |      |
| Aufstetten (Standort) | Siedlung des Mittelneolithikums. | D-6-6426-0054 |      |
| Aufstetten (Standort) | Grabhügel der Hallstattzeit. | D-6-6426-0056 |      |
| Aufstetten (Standort) | Archäologische Befunde im Bereich der frühneuzeitlichen Katholischen Pfarrkirche Johannes der Täufer von Aufstätten mit Körperbestattungen im angrenzenden Kirchhof. | D-6-6426-0119 |      |

### Bodendenkmäler in der Gemarkung Röttingen
| Lage                 | Objekt | Akten-Nr.     | Bild |
| -------------------- | --- | ------------- | ---- |
| Röttingen (Standort) | Grabhügel vorgeschichtlicher Zeitstellung. | D-6-6425-0061 |      |
| Röttingen (Standort) | Grabhügel vorgeschichtlicher Zeitstellung. | D-6-6425-0062 |      |
| Röttingen (Standort) | Spätmittelalterlicher bis frühneuzeitlicher Turmhügel Altenburg. | D-6-6425-0063 |      |
| Röttingen (Standort) | Spätmittelalterlicher Burgstall Schönstheim. | D-6-6425-0064 |      |
| Röttingen (Standort) | Wüstung Dippach des späten Mittelalters und der frühen Neuzeit. | D-6-6425-0065 |      |
| Röttingen (Standort) | Spätmittelalterliche und frühneuzeitliche Wüstung Gammertshof. | D-6-6425-0066 |      |
| Röttingen (Standort) | Spätmittelalterliche Wüstung Gossendorf. | D-6-6425-0067 |      |
| Röttingen (Standort) | Archäologische Befunde im Bereich des hochmittelalterlichen Siedlungskernes von Röttingen. | D-6-6425-0123 |      |
| Röttingen (Standort) | Archäologische Befunde im Bereich der hochmittelalterlichen Ortserweiterung in Röttingen. | D-6-6425-0124 |      |
| Röttingen (Standort) | Archäologische Befunde im Bereich der ersten spätmittelalterlichen Stadterweiterung in Röttingen. | D-6-6425-0125 |      |
| Röttingen (Standort) | Archäologische Befunde im Bereich der zweiten spätmittelalterlichen Stadterweiterung in Röttingen. | D-6-6425-0126 |      |
| Röttingen (Standort) | Archäologische Befunde im Bereich der ersten spätmittelalterlichen Stadtbefestigung in Röttingen. | D-6-6425-0128 |      |
| Röttingen (Standort) | Archäologische Befunde im Bereich der zweiten spätmittelalterlichen Stadtbefestigung in Röttingen. | D-6-6425-0129 |      |
| Röttingen (Standort) | Archäologische Befunde im Bereich der spätmittelalterlichen, in der frühen Neuzeit umgestalteten Katholischen Pfarrkirche St. Kilian von Röttingen mit hochmittelalterlichem Vorgängerbau und Körperbestattungen im ehemals ummauerten Kirchhof sowie Befunde im Bereich der mittelalterlichen ehemalige Karnerkapelle St. Elisabeth. | D-6-6425-0130 |      |
| Röttingen (Standort) | Archäologische Befunde im Bereich der frühneuzeitlichen ehemalige Spitalkirche St. Peter und Paul von Röttingen. | D-6-6425-0131 |      |
| Röttingen (Standort) | Archäologische Befunde im Bereich der frühneuzeitlichen Katholischen Kapelle St. Georg in Röttingen. | D-6-6425-0132 |      |
| Röttingen (Standort) | Archäologische Befunde im Bereich der mittelalterlichen, in der frühen Neuzeit stark veränderten Burg Brattenstein. | D-6-6425-0134 |      |
| Röttingen (Standort) | Verebnete Grabhügel der Bronzezeit und der Hallstattzeit. | D-6-6525-0001 |      |

### Bodendenkmäler in der Gemarkung Strüth
| Lage              | Objekt | Akten-Nr.     | Bild |
| ----------------- | --- | ------------- | ---- |
| Strüth (Standort) | Bestattungsplatz vorgeschichtlicher Zeitstellung mit Grabhügeln.                                             | D-6-6425-0073 |      |
| Strüth (Standort) | Wüstung Seehof des späten Mittelalters und der frühen Neuzeit.                                               | D-6-6425-0074 |      |
| Strüth (Standort) | Siedlung der Neolithikums.                                                                                   | D-6-6425-0135 |      |
| Strüth (Standort) | Station des Mesolithikums und Siedlung des Neolithikums.                                                     | D-6-6425-0136 |      |
| Strüth (Standort) | Archäologische Befunde im Bereich der frühneuzeitlichen Katholischen Pfarrkirche St. Joh. Nepomuk von Strüth | D-6-6425-0138 |      |

### Bodendenkmäler in der Gemarkung Tauberrettersheim
| Lage                         | Objekt                                              | Akten-Nr.     | Bild |
| ---------------------------- | --------------------------------------------------- | ------------- | ---- |
| Tauberrettersheim (Standort) | Siedlung vor- und frühgeschichtlicher Zeitstellung. | D-6-6425-0085 |      |
| Tauberrettersheim (Standort) | Siedlung vor- und frühgeschichtlicher Zeitstellung. | D-6-6425-0086 |      |